# Гермес (епископ Нарбона)
Гермес (лат. Hermes, фр. Herme; умер не ранее 462) — епископ Нарбона с 461 года.

## Биография

### Ранние годы
О происхождении и ранних годах жизни Гермеса сведений не сохранилось. Первое известие о нём относится к 29 ноября 445 года. Этим днём датирована хартия главы Нарбонской митрополии Рустика, сообщающая о завершении строительства в Нарбоне кафедрального храма. В документе вместе с Рустиком, епископом Марселя Венерием и несколькими нарбонскими прелатами, упоминается и диакон Гермес.
В 452 или 458 году епископ Рустик посылал Гермеса, имевшего к тому времени уже сан архидиакона, в Рим с письмом к папе Льву I Великому. Епископ Нарбона спрашивал у папы, следует ли осудить преступивших церковные каноны священников, если причиной их проступка было желание примерно наказать нарушителя божественных заповедей. В ответном послании Лев I заявлял, что нарушившие уставы священники должны быть осуждены, но в свете обстоятельств данного дела лучше всего будет ограничиться в их отношении взиманием штрафа.
По свидетельству церковных преданий, в 461 году стала вакантной кафедра Безьеской епархии. Святой Рустик на правах её митрополита назначил новым епископом Безье Гермеса. Однако местное духовенство и жители по неизвестным причинам отказались признать того своим епископом, и Гермес, вынужденный бежать от преследований врагов за пределы епархии, возвратился в Нарбон.

### Во главе Нарбонской епархии
Между тем тогда святой Рустик находился уже в весьма преклонных летах. Предчувствуя скорое приближение смерти, он пожелал избрать своего наследника на епископском престоле, который мог бы достойно управлять Нарбонской митрополией. Его выбор пал на Гермеса. Однако так как церковные каноны запрещали епископам переходить из одной епархии в другую, Рустик отправил Льву I письмо, в котором испрашивал у папы римского разрешения на избрание Гермеса главой Нарбонской епархии. Несмотря на хорошие отношения Рустика с Львом I, понтифик не дал согласия на подобное нарушение церковных уставов. Об этом он проинформировал нарбонского епископа в ответном послании. Однако письмо папы пришло в Нарбон уже после того как Рустик 26 октября 461 года скончался, а Гермес 19 ноября был рукоположен в епископский сан.
В 462 году Фридерих, брат короля вестготов Теодориха II, овладел Нарбоном. Вестготы были арианами и вскоре новый правитель города стал конфликтовать с местным епископом. Среди нарбонцев нашлись те, кто был недоволен избранием Гермеса: они пожаловались на «незаконность» избрания Фридериху, а тот в послании сообщил об обстоятельствах этого дела новому папе римскому Гиларию. В ответ 3 ноября понтифик направил гневное письмо примасу Южной Галлии, архиепископу Леонтию Арльскому, в котором потребовал лишить Гермеса его епархии. По повелению папы уже 19 ноября в Риме прошёл церковный собор, на котором рассматривалась каноничность избрания главы Нарбонской епархии. Хотя первоначально Гиларий был настроен против Гермеса, ходатайство за того двух галльских епископов, Фауста Рьеского и Авксания, смягчили гнев папы. Галльские иерархи рассказали Гиларию о том, что Гермес известен во всей Нарбонской провинции своим великим благочестием, что он так и не смог занять кафедру Безье, и что его избрание было одобрено духовенством и жителями Нарбона. В результате на соборе было принято решение сохранить за Гермесом епископский сан, так как в сложившихся при его избрании обстоятельствах невозможно было точно следовать церковным правилам. Однако по настоянию папы римского участники синода также постановили, что права митрополита, которыми обладал Рустик, должны были перейти не к Гермесу, а к старейшему на тот момент иерарху Нарбонской Галлии — епископу Юзеса Констанцию.
По итогам Римского собора Гиларий издал энциклику, которая была 3 декабря 462 года направлена епископам провинций Лугдунская Галлия, Нарбонская Галлия, Вьенника и Пеннинские Альпы. В ней папа одобрительно высказывался о благочестии Гермеса, но осуждал избрание главы Нарбонской епархии, указывая на несоответствие этой процедуры церковным канонам. Здесь же сообщалось, что после смерти Гермеса его преемник вновь должен был получить права митрополита над епархиями Нарбонской Галлии. По свидетельству документов второй половины V века, суффраганами Нарбонской митрополии в то время были Тулузская, Нимская, Лодевская, Безьеская и Юзесская епархии.
Предполагается, что именно о Гермесе как о выдающемся благочестием прелате упоминал в одном из своих стихотворений Сидоний Аполлинарий, посетивший Нарбон между 462 и 466 годами.
Дата смерти епископа Гермеса не известна. Следующим главой Нарбонской митрополии был Капрарий, упоминающийся в 506 году.